# Грибцов, Александр Николаевич
Александр Николаевич Грибцов (25 января 1964) — советский и киргизский футболист, игравший на всех позициях в поле (преимущественно на позиции опорника). Выступал за сборную Кыргызстана. Мастер спорта Кыргызстана (1995).

## Биография
Начал взрослую карьеру в 17-летнем возрасте во фрунзенских командах второй лиги «Семетей» и ЦОР, состоявших из молодых футболистов. Спустя несколько лет пробился в ведущую команду республики, «Алгу», где в 1985—1986 годах провёл 39 матчей. С 1987 года до распада СССР выступал за ошский «Алай», за пять сезонов в команде провёл 133 матча.
В первом сезоне после распада СССР выступал в высшей лиге Казахстана за «Монтажник» (Туркестан), сыграл 30 матчей и забил два гола.
В 1993 году вернулся в Кыргызстан и провёл сезон в составе клуба высшей лиги «Инструментальщик» (Бишкек), стал лучшим бомбардиром своего клуба с 13 голами. На следующий год перешёл в «Кант-Ойл», в его составе дважды (1994, 1995) становился чемпионом Кыргызстана. В 1996—1997 годах играл за бишкекское «Динамо» и с этой командой также завоевал золотые медали чемпионата (1997). Был капитаном «Динамо». Затем играл за команду «СК Свердловского РОВД» (Бишкек).
В национальной сборной Кыргызстана сыграл два матча в начале 1996 года в отборочном турнире Кубка Азии. Дебютный матч провёл 24 января 1996 года против Саудовской Аравии, отыграв все 90 минут.
В 1999 году выступал за одного из лидеров северной зоны первой лиги «Динамо-Аэропорт» и забил за сезон не менее 32 голов.
Дальнейшая судьба неизвестна.